# Ioannis Vilaras
Ioannis Vilaras (griechisch Ιωάννης/Γιάνης Βηλαράς; * 1771; † 1823) war ein Lyriker, satirischer Dichter und Prosaautor mit bedeutenden Beiträgen zum griechischen Sprachenstreit. Er übte den Beruf des Arztes aus.

## Leben
Ioannis Vilaras wurde in Kythera im Jahr 1771 geboren, wuchs aber in Ioannina, der Heimatstadt seines Vaters auf, wo er auch studierte. Er lernte Latein, Italienisch, Französisch und elementare Mathematik. Sein Vater war ein angesehener Arzt der Region. Er selbst studierte ab 1789 Medizin in Italien, sicher in Padua (wo er auch sein Diplom erhielt), und auch in Bologna. Bei seiner Rückkehr in die Hauptstadt von Epirus wurde er zum Leibarzt von Beli Pascha, Sohn des Ali Pascha und seines Harems. Er selbst stand mit bekannten geistigen Persönlichkeiten in Ioannina, wie zum Beispiel Athanasios Psalidas, aber auch mit der gesamten griechischen Welt im Kontakt.
Nach der Belagerung von Ioannina durch das türkische Heer verließ Ioannis Vilaras Ali Pascha und kam im Dorf Tsepelovo in der Region Zagori unter. Dort starb er nach drei Jahren (1823) und ließ seine Frau und seine zwei Söhne in schlechten wirtschaftlichen Verhältnissen zurück.
Sein einziges erhaltenes Werk, das in Beziehung zu seiner Familie steht, ist ein zarter väterlicher Brief an einen seiner zwei Söhne, der zu den unmittelbarsten und schönsten Werken des Dichters gehört.

## Werk
Ioannis Vilaras war einer der ersten Dichter der modernen griechischen Geschichte und setzte das Fundament der Neugriechischen Dichtung. Er befürwortete den Demotizismus (er benutzte die Dimotiki und nicht die Koine) und war auch
Gegner der historisierenden Orthographie (Akzente, Spiritus, Homophonie). Sein bekanntestes, seinem Freund Athanasios Psalidas persönlich gewidmetes Werk Romeiki Glosa ('die Neugriechische Sprache' – in seiner eigenen Orthographie erschien das Werk als „η ρομεηκη γλοσα“, in polytonischer Orthographie hieße es ἡ ῤωμαίικη γλῶσσα, in heutiger Standardorthographie η ρομαίικη γλώσσα), wurde in Korfu 1814 gedruckt. Darin wurden seine sprachlichen Überzeugungen dargelegt. Die Grammatik wird auf zwei Seiten abgehandelt.
Andere seiner Werke sind die Prosawerke Amartia und das vorzügliche Gnothi sauton (Erkenne dich selbst). 1953 wurden die gesammelten Werke des Ioannis Vilaras herausgegeben, das auch erotische, satirische und lyrische Gedichte, Märchen und Rätsel enthält. Er wurde stark von der Arkadischen Dichterschule beeinflusst. Über sein reiches schriftstellerisches Werk hinaus übersetzte er auch Teile altgriechischer Werke.

## Werkliste
Lyrik
- Ποιήματα και πεζά τινά (1827) Gedichte und Prosa
- Τα ποιήματα (1916) Die Gedichte
- Θωρώ σου, Χλόη Ich sehe dich, Chloe
- Το φιλόπονο μελίσσι Die fleißige Biene
- Η γλυκυτάτη Ανοιξι Süßeste Anoixi

Prosa
- Η ρομεηκη γλοσα στην τηπογραφηα τον Κορφον 1814 (δηλ. τυπώθηκε στην Κέρκυρα το 1814), ή Μηκρη ορμηνια για τα γραματα κε την ορθογραφηα της ρομεηκης γλοσας Die Neugriechische Volkssprache (im Druck von Korfu 1814), oder kleiner Vorschlag zu den Buchstaben und der Rechtschreibung der neugriechischen Volkssprache
- Ο Λογιώτατος ταξιδιώτης der gebildete Reisende
- Ο Λογιώτατος ή ο Κολοκυθούλης der Gebildete oder der Kürbiskopf